# Orthetrum chrysostigma
Espèce
Statut de conservation UICN

 LC : Préoccupation mineure
Orthetrum chrysostigma ou Orthétrum à taille fine, est une espèce de libellules de la famille des Libellulidae qui est originaire du continent africain, mais qui a colonisé une partie des côtes méditerranéennes (notamment d'Espagne et même atlantiques d'Espagne et du Portugal) et récemment Malte, ainsi que la péninsule Arabique, une partie du Moyen-Orient, l'Asie mineure, jusqu'à l'Afghanistan.

## Description
Cette espèce se distingue par ses délicates couleurs bleu turquoise. La longueur totale de l'imago est de 39 à 46 millimètres. La longueur des ailes postérieures est de 27 à 32 millimètres.

## Habitat
L'orthétrum à taille fine vit dans les savanes, les broussailles des zones tropicales ou subtropicales, près de cours d'eau ou de marais.

## Synonymes
- Libellula barbarum Selys, 1849
- Libellula chrysostigma Burmeister, 1839
- Orthetrum toddii Pinhey, 1970

## Galerie

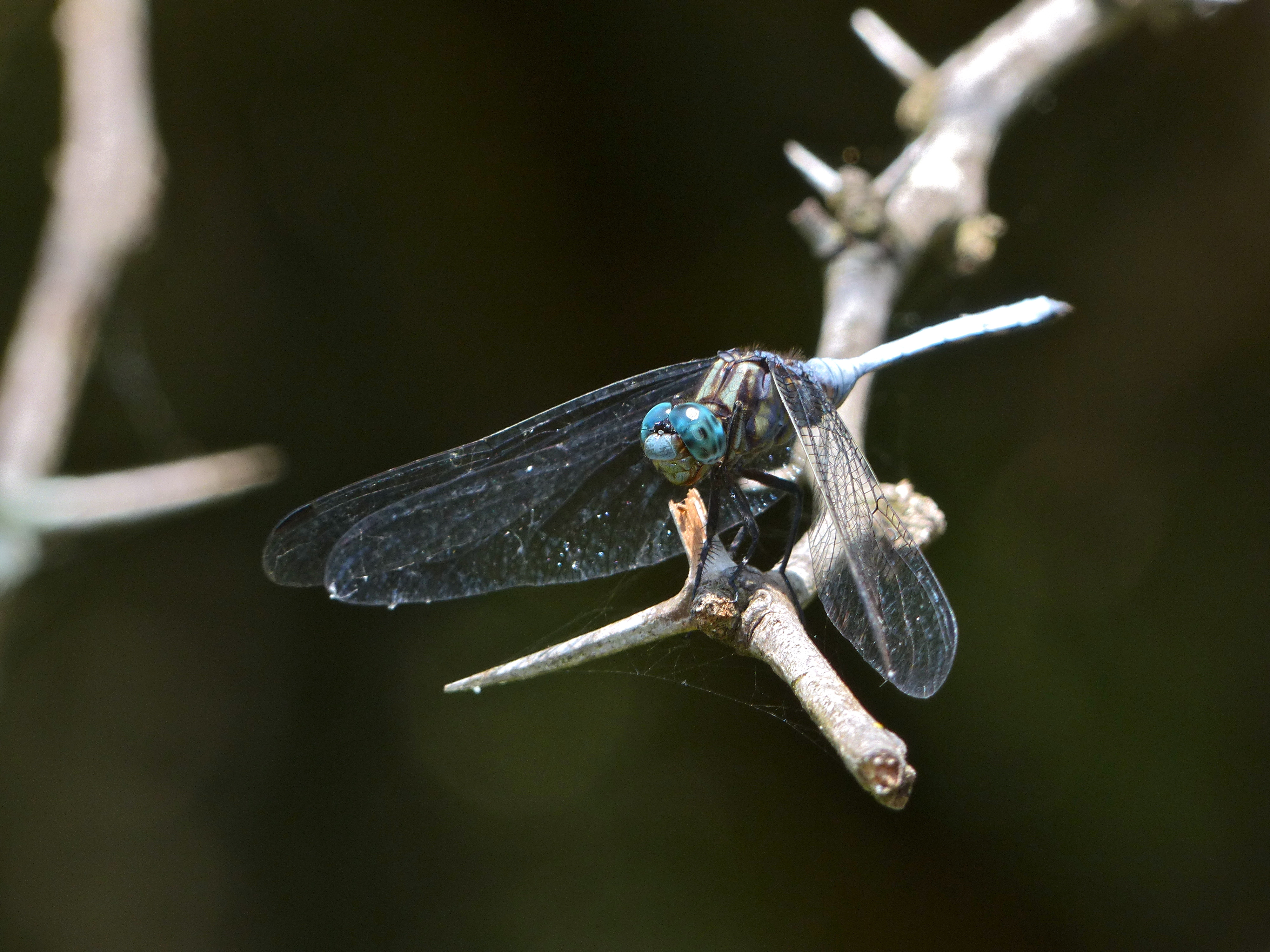
Orthetrum chrysostigma ♂ (parc national Kruger, afrique du sud)
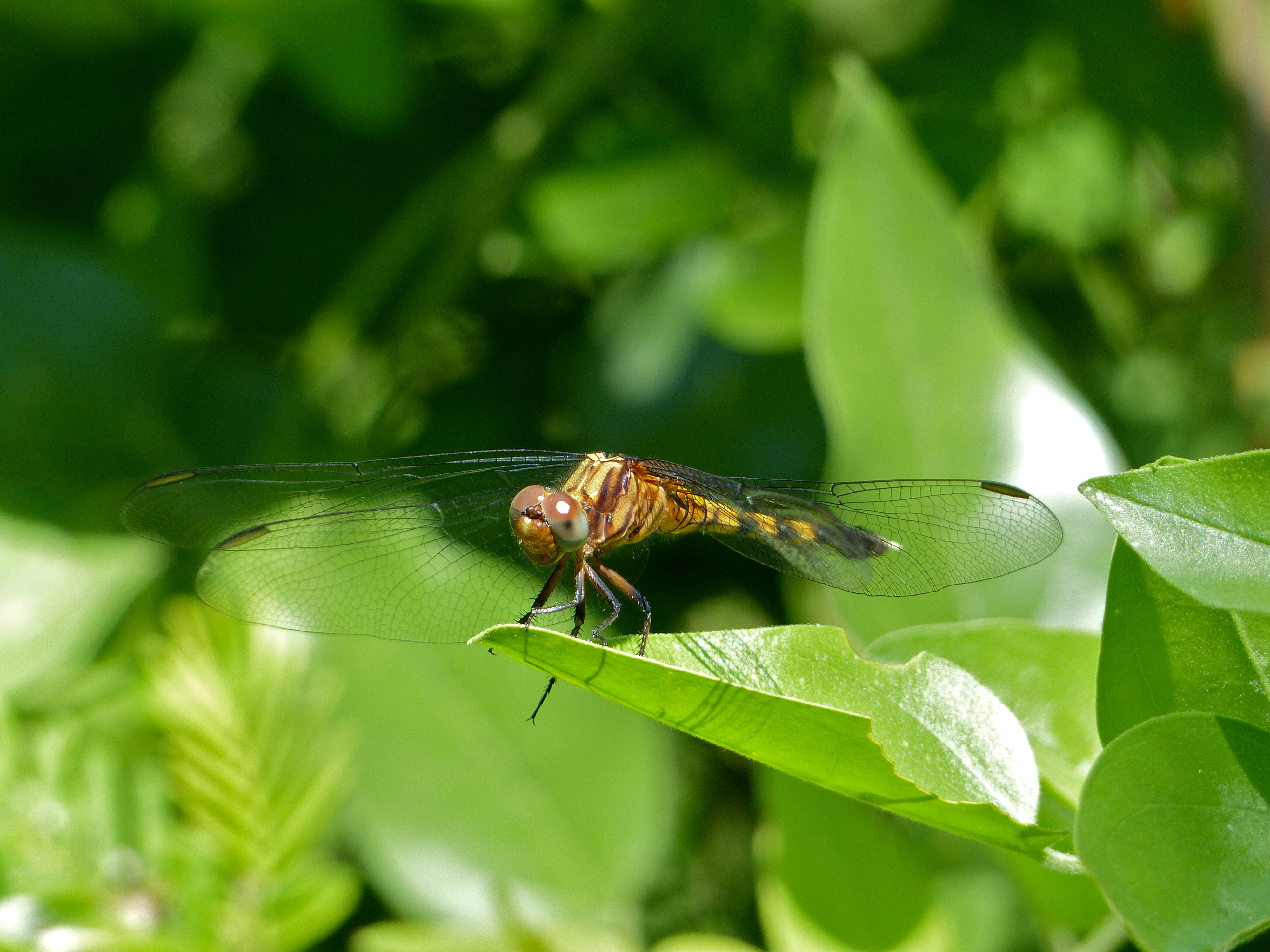
Orthetrum chrysostigma ♀ (parc national Kruger, afrique du sud)